# Campeonato Mundial de Halterofilismo de 1954
O 31º Campeonato Mundial de Halterofilismo foi realizado em Viena, na Áustria entre 7 a 10 de outubro de 1954. Participaram 100 halterofilistas de 23 nacionalidades. Essa edição foi realizada em conjunto com o Campeonato Europeu de Halterofilismo de 1954.

## Medalhistas
| Evento                     | Ouro                                 | Ouro     | Prata                                | Prata    | Bronze                            | Bronze   |
| -------------------------- | ------------------------------------ | -------- | ------------------------------------ | -------- | --------------------------------- | -------- |
| Galo (56 kg)               | Bakir Farkhutdinov · União Soviética | 315,0 kg | Mahmoud Namjoo Irão                  | 307,5 kg | Ali Mirzaei Irão                  | 302,5 kg |
| Pena (60 kg)               | Rafael Chimishkyan · União Soviética | 350,0 kg | Ivan Udodov · União Soviética        | 350,0 kg | Nil Tun Maung Birmânia            | 330,0 kg |
| Leve (67,5 kg)             | Dmitry Ivanov · União Soviética      | 367,5 kg | Said Khalifa Gouda · Egito           | 355,0 kg | Josef Tauchner · Áustria          | 352,5 kg |
| Médio (75 kg)              | Pete George · Estados Unidos         | 405,0 kg | Fyodor Bogdanovsky · União Soviética | 402,5 kg | Stanley Stanczyk · Estados Unidos | 390,0 kg |
| Meio-pesado-leve (82,5 kg) | Tommy Kono · Estados Unidos          | 435,0 kg | Trofim Lomakin · União Soviética     | 427,5 kg | Jean Debuf · França               | 405,0 kg |
| Meio-pesado (90 kg)        | Arkady Vorobyov · União Soviética    | 460,0 kg | Dave Sheppard · Estados Unidos       | 440,0 kg | Clyde Emrich · Estados Unidos     | 427,5 kg |
| Pesado (+ 90 kg)           | Norbert Schemansky · Estados Unidos  | 487,5 kg | James Bradford · Estados Unidos      | 462,5 kg | Franz Hölbl · Áustria             | 425,0 kg |

## Quadro de medalhas
| Ordem | País            | Medalha de ouro | Medalha de prata | Medalha de bronze | Total |
| ----- | --------------- | --------------- | ---------------- | ----------------- | ----- |
| 1     | União Soviética | 4               | 3                | 0                 | 7     |
| 2     | Estados Unidos  | 3               | 2                | 2                 | 7     |
| 3     | Irão            | 0               | 1                | 1                 | 2     |
| 4     | Egito           | 0               | 1                | 0                 | 1     |
| 5     | Áustria         | 0               | 0                | 2                 | 2     |
| 6     | Birmânia        | 0               | 0                | 1                 | 1     |
| 6     | França          | 0               | 0                | 1                 | 1     |
| Total | Total           | 7               | 7                | 7                 | 21    |